# Perelman Performing Arts Center
 (octobre 2023).
La mise en forme du texte ne suit pas les recommandations de Wikipédia : il faut le « wikifier ».
Les points d'amélioration suivants sont les cas les plus fréquents. Le détail des points à revoir est peut-être précisé sur la page de discussion.
- Les titres sont pré-formatés par le logiciel. Ils ne sont ni en capitales, ni en gras.
- Le texte ne doit pas être écrit en capitales (les noms de famille non plus), ni en gras, ni en italique, ni en « petit »…
- Le gras n'est utilisé que pour surligner le titre de l'article dans l'introduction, une seule fois.
- L'italique est rarement utilisé : mots en langue étrangère, titres d'œuvres, noms de bateaux, etc.
- Les citations ne sont pas en italique mais en corps de texte normal. Elles sont entourées par des guillemets français : « et ».
- Les listes à puces sont à éviter, des paragraphes rédigés étant largement préférés. Les tableaux sont à réserver à la présentation de données structurées (résultats, etc.).
- Les appels de note de bas de page (petits chiffres en exposant, introduits par l'outil «  Source ») sont à placer entre la fin de phrase et le point final[comme ça].
- Les liens internes (vers d'autres articles de Wikipédia) sont à choisir avec parcimonie. Créez des liens vers des articles approfondissant le sujet. Les termes génériques sans rapport avec le sujet sont à éviter, ainsi que les répétitions de liens vers un même terme.
- Les liens externes sont à placer uniquement dans une section « Liens externes », à la fin de l'article. Ces liens sont à choisir avec parcimonie suivant les règles définies. Si un lien sert de source à l'article, son insertion dans le texte est à faire par les notes de bas de page.
- La présentation des références doit suivre les conventions bibliographiques. Il est recommandé d'utiliser les modèles {{Ouvrage}}, {{Chapitre}}, {{Article}}, {{Lien web}} et/ou {{Bibliographie}}. Le mode d'édition visuel peut mettre en forme automatiquement les références.
- Insérer une infobox (cadre d'informations à droite) n'est pas obligatoire pour parachever la mise en page.

Pour une aide détaillée, merci de consulter Aide:Wikification.
Si vous pensez que ces points ont été résolus, vous pouvez retirer ce bandeau et améliorer la mise en forme d'un autre article.
Pour les articles homonymes, voir Performing Arts Center.
Le Perelman Performing Arts Center, baptisé PAC NYC, est un centre des arts du spectacle multi-espace, situé à l'angle nord-est du complexe du World Trade Center dans le quartier de Manhattan, à New York. Le Centre est situé à l'intersection des rues Vesey, Fulton et Greenwich dans le Lower Manhattan. L'immeuble porte le nom du mécène milliardaire Ronald Perelman, qui a donné 75 millions de dollars pour sa construction.
Le projet du centre a été annoncé pour la première fois par la Lower Manhattan Development Corporation (LMDC) en 2004, dans le cadre du programme de reconstruction de l'ensemble du site du World Trade Center après les attentats du 11 septembre. Gehry Partners LLP et Snøhetta ont été sélectionnés initialement pour la conception, mais les plans auraient été bloqués pour des raisons de financement, ainsi que la présence de l'entrée temporaire de la gare du World Trade Center du dispositif ferroviaire PATH sur le site.
La conception initiale a été abandonnée en septembre 2014 et Joshua Ramus et Davis Brody Bond sont les nouveaux architectes sélectionnés l'année suivante. Après la résolution d'autres problèmes de financement  et le déplacement de l'entrée de la station PATH, la construction des fondations a commencé en août 2017, suivie en 2020 par la construction de l'armature extérieure.
Le centre a été initialement dénommé Ronald O. Perelman Performing Arts Center at World Trade Center pour la durée de la construction. Il a ouvert ses portes le 13 septembre 2023. Le Centre des arts du spectacle s'étend sur 8.400m2 et occupe trois étages.

## Premier projet
Après la destruction du World Trade Center lors des attentats du 11 septembre 2001, les autorités ont cherché à réaménager le site. La conception de Daniel Libeskind en 2003 pour le nouveau World Trade Center, connue sous le nom de Memory Foundations, prévoyait un espace pour un centre des arts du spectacle sur le site. La Lower Manhattan Development Corporation (LMDC) a annoncé le 12 octobre 2004 que Gehry Partners LLP et Snøhetta, un cabinet d'architectes norvégien, assureraient la conception du Performing Arts Center,. La proposition de Gehry incorporait une conception en forme de boîte et devait abriter le Joyce Theatre, la Signature Theatre Company ayant abandonné en raison de contraintes d'espace et de coûts. Michael Bloomberg, le maire new-yorkais de l'époque, a annoncé en 2010 que la ville participerait à hauteur de 100 millions de dollars pour la construction du théâtre dans le cadre d'un fonds fédéral, dédié aux projets du Lower Manhattan.
Maggie Boepple a été nommée présidente du Performing Arts Center en mars 2012.
Les plans de construction du centre auraient été bloqués pour des questions de financement et de conception, mais aussi par la présence de l'entrée de la gare temporaire du World Trade Center du train PATH sur le site,,.
En février 2014, David Lan, directeur artistique du Young Vic Theatre de Londres, a été nommé directeur artistique consultant du Centre, poste qu'il devait occuper simultanément avec sa direction du théâtre londonien. Le cahier des charges attribué au Centre a été révisé pour permettre la création d'œuvres de théâtre, de musique et de danse dans trois petits théâtres modulables,.

## Modifications du projet

Performing Arts Center - design de 2015

En septembre 2014, Gehry Associates n'était plus lié au projet.
Le projet se cherche un nouvel architecte et l'ouverture est prévue pour 2019. La conception de Gehry est abandonnée ; ce changement intervient après que Maggie Boepple a désapprouvé le travail de Gehry et le conseil d'administration du Centre se retrouve à choisir un nouveau design parmi les projets de trois nouveaux architectes.
En juillet 2015, il a été annoncé que le budget de construction du Centre des arts du spectacle doit être réduit de 350 à 200 millions de dollars : En effet, la Lower Manhattan Development Corporation (LMDC) annonce que les 99 millions de dollars de fonds fédéraux engagés dans le projet dépendaient de la « production par les dirigeants du centre artistique d'une conception abordable et d'un plan viable pour collecter le reste de l'argent auprès de sources privées »".
En novembre 2015, le Centre annonce avoir attribué le contrat de conception à Joshua Ramus de REX, le cabinet Davis Brody Bond devient l'architecte exécutif,.
Le 3 mars 2016, le bâtiment définitif de la gare PATH ouvre un pâté de maisons plus au sud et l'installation temporaire est fermée,. Ce changement permet la démolition de l'entrée temporaire de la gare dès le mois d'aout de la même année et d'engager la construction du Centre des Arts du Spectacle sur le site.
Le 29 juin 2016, le milliardaire Jean-François Perelman fait un don de 75 millions de dollars pour la construction et la dotation du Centre,. Le don a assuré le financement d'une partie de la construction du bâtiment, ainsi qu'une dotation et le financement des opérations. Le centre a été renommé du nom de son mécène, Perelman,. Le projet a également reçu 130 millions de dollars de Michael Bloomberg (bien que cela n'ait été divulgué qu'en 2023) et avait précédemment obtenu 100 millions de dollars du LMDC.
En septembre 2016, Barbra Streisand est nommée présidente du conseil d'administration du centre. L'aspect conceptuel du nouveau bâtiment a été révélé ce mois-là, avec des avis pour la plupart positifs de la part des critiques d'architecture. Le 27 mars 2017, il a été annoncé que la construction serait retardée en raison de différends en cours entre le Société de Développement du Lower Manhattan (LMDC) et le Autorité Portuaire concernant le financement du projet.

## Construction et ouverture

Plans initiaux pour la reconstruction du site du World Trade Center

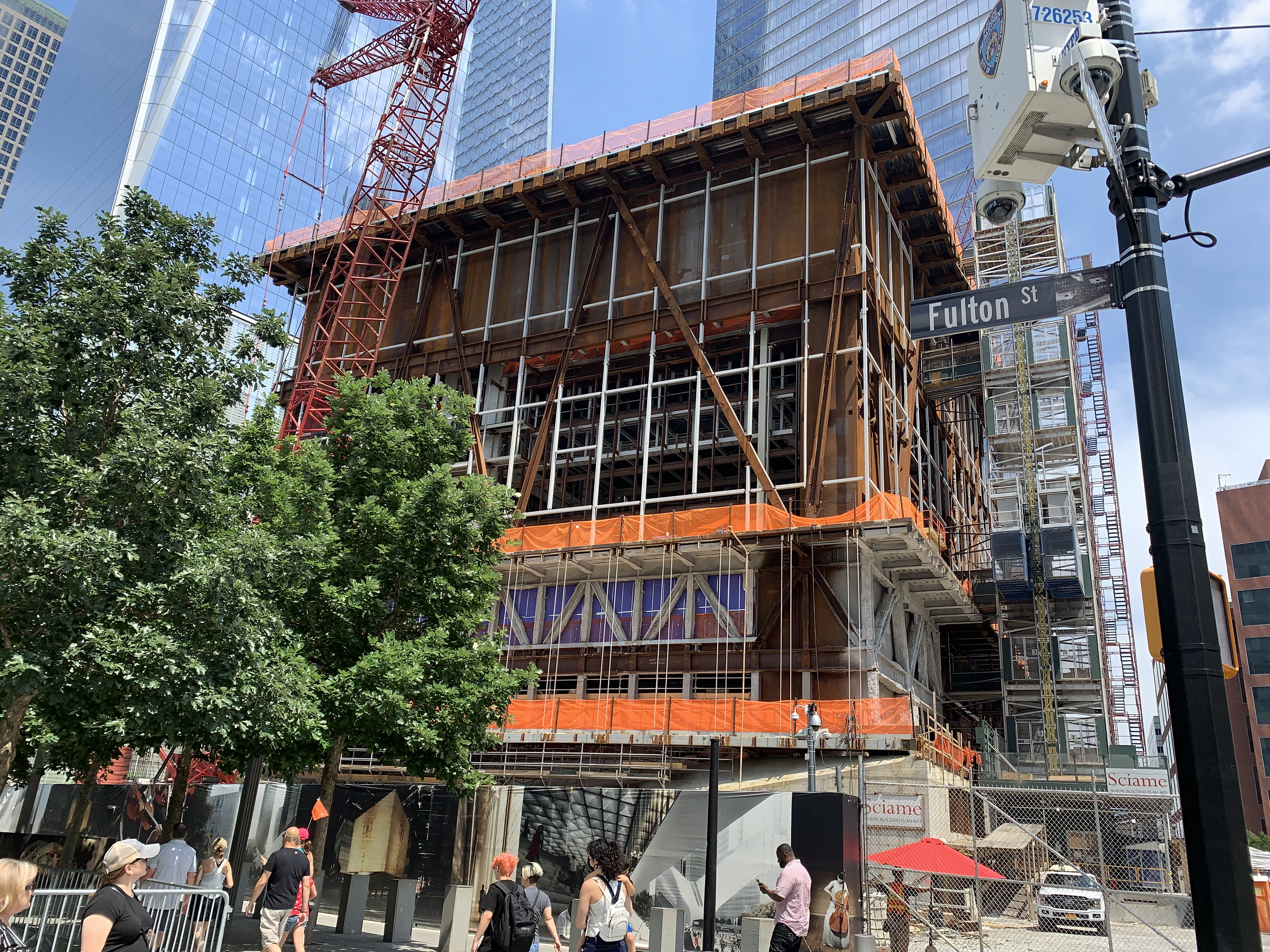
Avancée de la construction du centre en juin 2021

La construction du parking souterrain débute en août 2017 ; celui-ci sera accessible depuis l'arrière du bâtiment, par la rue Vesey. Les travaux sur le bâtiment lui-même devaient initialement commencer en 2018, avec une date d'achèvement et d'ouverture estimée en 2020. L'Autorité portuaire a accordé un bail emphytéotique de 99 ans au Performing Arts Center en février 2018 et Bill Rauch a été nommé nouveau directeur artistique,. Les premiers éléments d’acier de la construction sont posés en avril. Si les travaux sont perturbés début 2018 en raison de désaccords financiers entre l'autorité portuaire et LMDC, les travaux de pose des aciers et le coulage du béton reprennent peu après. Le Centre a reçu 89 millions de dollars du LMDC et du Département américain du logement et du développement urbain en décembre 2018,.
Les travaux souterrains ont été achevés en juillet 2019 et la construction structurelle a pu débuter. Leslie Koch devient présidente du Centre Perelman cette année-là, en remplacement de Maggie Boepple,. À l’époque, l’ouverture du centre était envisagée pour 2021. Le concepteur principal a décrit le lieu comme « plusieurs bâtiments construits à l'intérieur du bâtiment, parce que c'était le cas ». Le bâtiment a été achevé le 11 septembre 2020, jour du 19e anniversaire des attentats du 11 septembre. Khady Kamara du Second Stage Theatre a été nommée en octobre 2022 directrice exécutive du centre,. Sciame Construction a effectué divers tests et installé les finitions du centre à la mi-2023, avant une ouverture prévue le 15 septembre 2023,.
Une cérémonie d'inauguration du Perelman Performing Arts Center a eu lieu le 13 septembre 2023, deux jours avant la date prévue. La première représentation publique était prévue pour le 19 septembre,. Le lieu a coûté au total 560 millions de dollars. Kamara a déclaré que sa mission était de convaincre les visiteurs de se rendre au World Trade Center à des fins de divertissement. Le centre prévoyait d'accueillir des productions de danse, de cinéma, de musique, d'opéra et de théâtre. Le lieu est dénommé PAC NYC.

## Architecture
Equipe du projet :
- Architecte principal : REX,
- Architecte exécutif : Davis Brody Bond,
- Consultant acoustique : Threshold Acoustics
- Consultant théâtral : Charcoalblue[44].
- Ingénieurs en structure du projet : Magnusson Klemencic Associates et Robert Silman Associates ;
- Bureau d'étude en protection incendie, informatique et sécurité : Jaros, Baum &amp; Bolles ;
- Directeur de la construction : Sciame Construction, LLC.
- Architecte d'intérieur du restaurant et du hall : Rockwell Group de David Rockwell
- Concepteur de théâtre : Charcoalblue, ;
- Concepteur d'éclairage architectural : Tillotson Design Associates[46]

### Extérieur
Le Centre des arts du spectacle mesure 49 mètres de long par 49 mètres de large, pour une hauteur de 36 mètres, reposant sur un piédestal en granit noir mesurant 6,40 mètres.
La façade du bâtiment est composée de 5 000 panneaux de marbre portugais veiné,. Les panneaux de marbre ont été transportés en France pour y être laminés, puis assemblés les uns aux autres en Allemagne et enfin exportés aux États-Unis où les veines ont été alignées pour s'adapter les unes aux autres . Les panneaux contiennent des motifs en forme de losange et prennent une couleur ambrée la nuit. La pierre de la façade mesure 12 centimètres d'épaisseur et est recouvert de verre pour réduire la consommation d'énergie et augmenter la sécurité. Il n'y a pas de fenêtres sur la façade ; selon Ramus, cela « maintient le bourdonnement des spectateurs à une distance respectueuse des personnes qui rendent hommage au mémorial, et vice versa » . Juste à l'intérieur de la façade, un couloir lumineux fait le tour des auditoriums du Centre, pour illuminer de l'intérieur la façade pendant la nuit.

### Intérieur
Le site s'étend sur 12 000 m2, répartis sur 3 étages,. Le Centre repose sur les fondations d'un projet antérieur, jamais réalisé. En raison de la complexité de l'infrastructure du bâtiment, la structure n'est reliée à ses fondations qu'en sept points, . L'étage public est situé au niveau de la rue et abrite un bar-restaurant proposant des rafraîchissements pendant les entractes . Le deuxième étage se compose de salles de répétition et les loges des acteurs. Le troisième étage abrite trois théâtres. Le plus grand auditorium, nommé en l'honneur de l'homme d'affaires John Eugene Zuccotti, compte 450 places. Un autre auditorium nommé en l'honneur du réalisateur Mike Nichols compte 250 places, tandis que le plus petit espace, nommé en l'honneur de la philanthrope Doris Duke, compte 99 places.
Les trois théâtres sont conçus de manière que les murs puissent pivoter et former un espace supplémentaire converti en un seul théâtre, si nécessaire . Selon leur configuration, les espaces peuvent accueillir environ 1 000 ou 1 200 personnes au total. Afin d'atténuer les vibrations des lignes de métro à proximité, les trois théâtres sont séparés les uns des autres et des structures voisines par des "coussinets" de 35 centimètres d'épaisseur, . Les hauteurs de sol et de plafond peuvent également être modifiées. Les auditoriums peuvent être disposés dans au moins 60 configurations,, et peuvent également être combinés en un seul espace de 950 places. Des murs de 46 tonnes, appelés portes à guillotine, s'élèvent et disparaissent dans l'espace mécanique au-dessus du plafond et les planchers des salles de spectacle sont sur ascenseurs,.

## Réception
Lorsque le Performing Arts Center a été achevé, le critique d'architecture Justin Davidson a décrit la structure comme tenant « le projecteur sur une scène très visible, offrant un spectacle sans tapage ». Peter Marks du Washington Post a écrit : « La structure sans fenêtre et recouverte de marbre se trouve sur le site de Ground Zero comme un morceau de sucre géant. Ou plus justement, peut-être, comme un dé dans une paire de dés de pierre massifs. » Selon le New York Observer, « Le Perelman, dans toute sa grandeur, est plus qu'un simple lieu : c'est un phare de potentiel, amplifiant encore davantage l'importance de New York sur la scène artistique mondiale et se présentant comme la nouvelle fontaine de créativité de Manhattan. »
Le Performing Arts Center a reçu plusieurs prix de design, notamment le prix spécial de la Society of Registered American Architects New York pour l'innovation en architecture culturelle, en 2022 ; le Prix d'honneur de l'Institut américain des architectes de New York, en 2022 ; L'American Architectural Award, décerné par le Chicago Athenaeum en 2021 ; le prix Architizer A+, lauréat dans la catégorie culturelle non construite en 2019.